# Silje Karine Muotka
Silje Karine Muotka, född 12  april 1975 i Nesseby, är en norsk-samisk politiker från Alta som sedan oktober 2021 är president för norska sametinget. Hon är den första kustsamen på den befattningen.
Hun har studerat juridik, kulturkunskap, näringslivutveckling och ledarskap på Norges arktiska universitet i Tromsø och  Nord universitet i Bodø. Hon har arbetat med utbildningsfrågor på universitet och högskolor men är idag politiker på heltid.
Muotka har varit ordförande för Norske Samers Riksforbund från 2006 till 2008 och har varit ledamot av sametinget sedan 2009. År 2013 valdes hon in i sametingsrådet.